# Nicole Simon

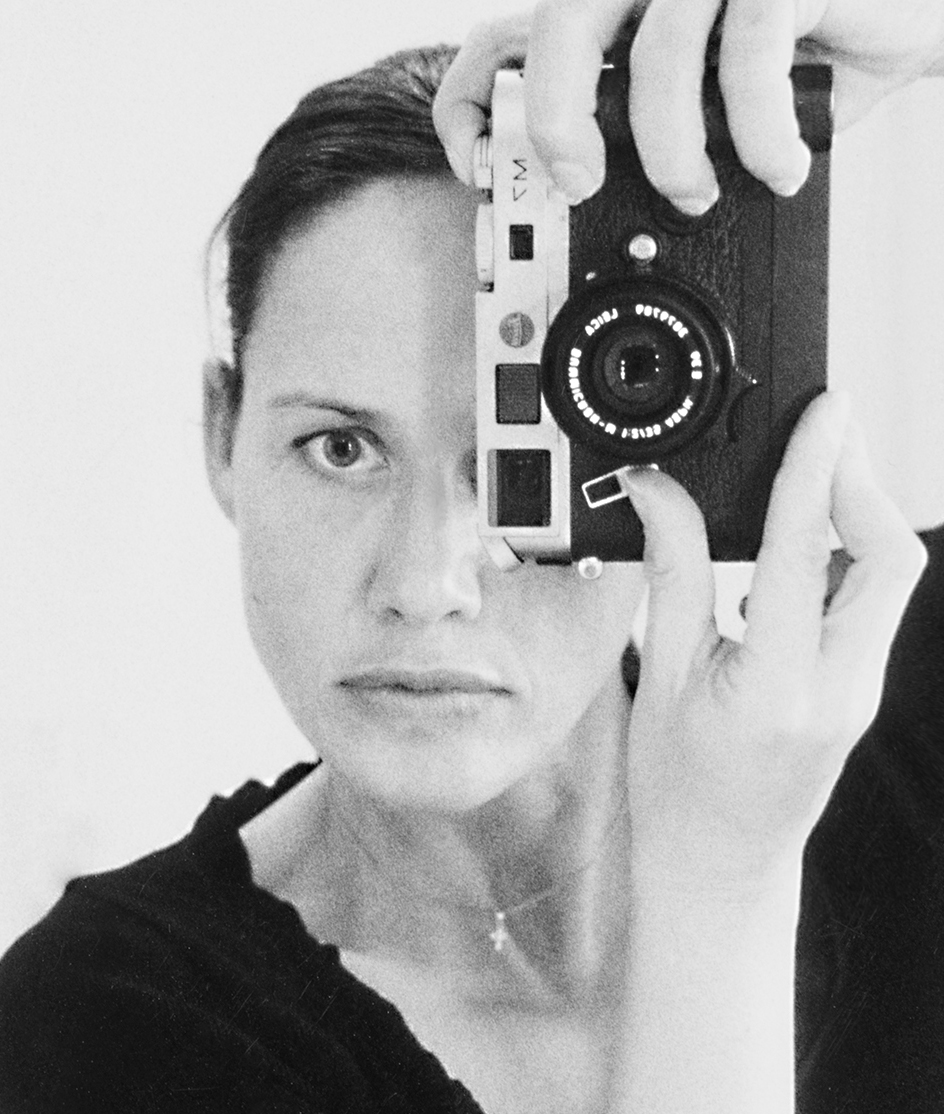
Nicole Simon (2015)

Nicole Simon (* 15. Dezember 1968 in Mannheim) ist eine deutsche Fotografin.

## Beruf
Nicole Simon durchlief ihre Fotografenausbildung im Atelier und schloss diese mit einem Bachelor Professional der Fotografie ab.
Sie arbeitet als Fotografin, veröffentlichte mehrere Portraitbildbände und Panoramalandschaftskalender und hatte zahlreiche Ausstellungen.
2004 erschien der Bildband Töne Mannheims, der in über 100 s/w-Portraits die Musikszene vorstellt. Zum 400-jährigen Jubiläum der Stadt dokumentierte Nicole Simon die Gesichter Mannheims (2007); vom Olympiasieger über Schauspieler und Musiker sowie Politiker bis hin zum Wirtschaftsmäzen wurden die Persönlichkeiten der Stadt in diesem Werk versammelt. 2007 zeigte die Kunsthalle Mannheim in einer dreiwöchigen Einzelausstellung vierzig ausgewählte Schwarz-Weiß-Portraits anlässlich der Präsentation ihres Kunstbildbands Gesichter Mannheims. Ihr Bildband Metropolregion Rhein-Neckar (2009) zeigt auf 320 Seiten Porträts namhafter Persönlichkeiten sowie zahlreiche Landschaftsaufnahmen.
2014 präsentierte das Mercedes-Benz Classic Museum in Stuttgart eine Einzelausstellung von Nicole Simon, die eine Auswahl ihrer Fotografien unter dem Thema **„Stars & Cars“** zeigte. Die Ausstellung zeigte internationale Persönlichkeiten aus Sport, Mode und Kultur, darunter Mika Häkkinen, David Coulthard, Lewis Hamilton, Sir Stirling Moss, Wladimir Klitschko, Nico Rosberg, Petra Nemcova, Franziska van Almsick und Uschi Glas, in einzigartiger Weise zusammen mit Automobilen von Mercedes-Benz.
Im Jahr 2015 zeigte das Museum Zeughaus – Forum Internationale Photographie der Reiss-Engelhorn-Museen eine Einzelausstellung mit Arbeiten von Nicole Simon.
Die Kunstinitiative von Nicole Simon, das Charity-Kalenderprojekt HEAR IT! 2017 – Hören heißt dazugehören, unterstützt die Hörgesundheit. Der Kalender erschien auf der Frankfurter Buchmesse 2016 in einer limitierten Sonderedition in Panoramaformat 130 × 50 cm.
In der Publikation Visionäre von Heute Gestalter von Morgen (2018) beschreibt Nicole Simon „die Wirklichkeit in Bildern“ und erläutert ihre Ansichten zur Fotografie und wie man aus einem Foto einen Erinnerungswert macht.
2018 präsentierte Simon auf der Frankfurter Buchmesse ihren Kunstkalender Point of View. Der Panoramakalender zeigt Landschaftsportraits und Mega-Citys in Verbindung ideeller Werte.
Mit dem Fotoprojekt The Face of Athletes machte Nicole Simon 2021 auf die Kraft des Sports für die Gleichstellung aufmerksam. Unter dem Motto The Power of Sports Unites Us All will die Fotokünstlerin mit ihren Bildern zeigen, dass die Leidenschaft des Sports uns alle verbindet.
Mit dem Projekt Goethe is back eröffnete Nicole Simon 2023 eine internationale Ausstellungsreihe. Die tiefgründigen Bilder entstanden während mehrerer Goethe-Reisen durch Europa. Erstmalig werden im Stadtmuseum in Wetzlar daraus fotografische Reflexionen über Leben und Werk Goethes von „Anfang bis Ende“ gezeigt. Ausgewählte Schwarzweiß-Exponate seiner Lebensstationen Frankfurt, Wetzlar und Weimar, sowie fiktive Popart-Werke des Universalgelehrten bilden im Kontext seiner Lyrik den Rahmen der Ausstellung.

## Ausstellungen
- 2004: Nicole Simon – Töne Mannheims (Popakademie Mannheim)
- 2007: Nicole Simon – Töne Mannheims, Klang der Quadrate (Mannheim, Berlin, Köln, München)[15]
- 2007: Nicole Simon – Gesichter Mannheims (Kunsthalle Mannheim)
- 2014: Nicole Simon – Stars & Cars, Mercedes-Benz-Museum Stuttgart[16]
- 2015–2017: Nicole Simon – Highlights, 10 Jahre Metropolregion Rhein-Neckar (Museum Zeughaus der Reiss-Engelhorn-Museen Mannheim)[17]
- 2023: Nicole Simon – Goethe is back, 14. April bis 18. Juni 2023 (Stadtmuseum Wetzlar)[18]
- 2024: Nicole Simon – Goethe is back, 11. Juni bis 5. Juli 2024 (Thomas-Mann-Halle der Ludwig-Maximilians-Universität München)[19]
- 2024: Nicole Simon – Goethe is back, 07. Juli bis 29. September 2024 (Romantik Museum Marburg)[20]

## Publikationen
Bildbände
- Töne Mannheims 2004, Edition Braus im Wachter-Verlag, ISBN 3-89904-101-1.
- Gesichter Mannheims 2007, Edition Braus im Wachter-Verlag, ISBN 978-3-89904-198-9.
- Metropolregion Rhein-Neckar 2009, Edition Braus Berlin, ISBN 978-3-89466-301-8.
- Reflections – Hommage – Karl Lagerfeld 2020, E-Book Kindle Edition.[21]
- Co-Autorin in der Publikation Klimawandel in der Wirtschaft 2020. Im Augenblick sein: Warum wir Bilder der Nachhaltigkeit brauchen. Springer Gabler Verlag.[22]
- Goethe 21.0 – Was die Welt im Innersten zusammenhält, E-Book Kindle Edition.[23]

Panorama Kalender
- Kalender Point of View 2019 – Nicole Simon Photography, teNeues Calendars 2019, EAN 400-2-7259-6371-0.
- Kalender Hear It! Limited Edition 2017, 130 × 50 cm – Nicole Simon Photography, teNeues Verlagsgruppe 2017, EAN 400-2-7259-1184-1.
- Kalender Hear It! 2017 – Nicole Simon Photography, teNeues Verlagsgruppe 2017, EAN 400-2-7257-8785-9.
- Kalender Metropolregion Rhein-Neckar – Nicole Simon Photography, teNeues Verlag, 2011–2016.